# 田中総一郎
田中 総一郎（たなか そういちろう、1964年12月23日 - ）は、日本の男性声優、歌手。山梨県出身。大沢事務所所属。

## 経歴
舞台芸術学院入学と同時にシャンソンとカンツォーネを学ぶ。
舞台芸術学院卒業後、演劇集団円研究所に入所するもその後フランスへ。帰国後は、シャンソン・カンツォーネ歌手として活動を開始。
その後、腰に響く低音ボイスが認められたことで大沢事務所に所属して声優としての活動を始める。
1995年から2009年10月まで大沢事務所所属。同年11月から2011年3月までヘリンボーンに所属した後、大沢事務所に復帰。2005年には作曲家の澤口和彦とユニット・Madamkillerを結成するなど、声の分野でも活躍する。俳協ボイスアクターズスタジオでは関智一、乃村健次と同期。プライベートでは3児の父。

## 出演
太字はメインキャラクター。

### テレビアニメ
1998年
- serial experiments lain（声）
- デビルマンレディー（1998年 - 1999年、多和田、霞頂太）

1999年
- 星界の紋章（航法士）

2000年
- 幻想魔伝 最遊記（緑章）

2001年
- ゾイド新世紀スラッシュゼロ（アルタイル、ダークジャッジマン）
- 逮捕しちゃうぞ SECOND SEASON（昏睡強盗）
- RAVE（2001年 - 2002年、スキンヘッド、タンチモ、DC、ベリアル、ロン・グラッセ）

2002年
- キャプテン翼（バルネヴェルト監督）
- サイボーグ009 THE CYBORG SOLDIER（若き日のガモ・ウイスキー）
- SAMURAI DEEPER KYO（ハイラ）
- 真・女神転生Dチルドレン ライト&ダーク（ベヒモス隊長）
- ぱにょぱにょデ・ジ・キャラット（おじさん）
- ヒートガイジェイ（2002年 - 2003年、ゲナ、ランドラ）
- ロックマンエグゼ（2002年 - 2005年、U-KA、フリーズマン、伊集院秀石、コスモマン、ゾアノフリーズマン） - 4シリーズ

2003年
- ソニックX（2003年 - 2004年、Sチームリーダー、パパ）
- 電光超特急ヒカリアン（魔神ダーZ〈アマルカンドIII世〉）

2004年
- DAN DOH!!（青葉茂道、ジェイムズ・マッシュ）
- 光と水のダフネ（ルン芝崎）

2005年
- ゾイドジェネシス（第三師団指令）

2006年
- ガラスの艦隊（ジョン・フォール伯爵）
- 蒼天の拳（司祭）
- MUSASHI -GUN道-（タクアン和尚）

2008年
- 銀魂（ナレーション）
- TYTANIA -タイタニア-（ランカスター）

2017年
- 100%パスカル先生（ナレーション）

### ゲーム
- シェンムー（1999年）
- GROOVE ADVENTURE RAVE 未完の秘石（2002年、ベリアル、ロン・グラッセ）
- あしたのジョー 〜まっ白に燃え尽きろ!〜（2003年、ホセ・メンドーサ、チンピラ）
- SOCOM: U.S. NAVY SEALs（2003年、ブーマー）

### ドラマCD
- SAMURAI DEEPER KYO侍学園2 激闘・体育祭編（太白）
- SAMURAI DEEPER KYO侍学園3 燃えろ純情!修学旅行編（太白）

### 吹き替え
- スーパーマン（ジョー・エル）
- トゥーストゥーピッドドッグス（ビッグドッグ）
- マーダー・ミステリー

### 特撮
- 超星神グランセイザー（2003年、ナレーター）
- 特捜戦隊デカレンジャー（2004年、カラカズ星人サノーアの声）

### ラジオ
- BAY SPO KING（bayfm、1996年4月 - 1997年3月）

### テレビドラマ
- 赤川次郎原作 毒<ポイズン> 第8話（客）

### その他コンテンツ
- 特捜!芸能ポリスくん（ナレーション）
- ダウンタウン・セブン（ナレーション）
- ANNスーパーJチャンネル（ナレーション）
- 天才てれびくんMAX MTK全国オーディション（ナレーション）
- ワールドビジネスサテライト（ナレーション）

### シリーズ一覧
1. ↑  第1シリーズ（2002年 - 2003年）、第2シリーズ『AXESS』（2004年）、第3シリーズ『Stream』（2005年）、第4シリーズ『BEAST』（2005年）